# أوليفر باترسون واتس
أوليفر باترسون واتس (بالإنجليزية: Oliver Patterson Watts) هو مهندس أمريكي، ولد في 1865، وتوفي في 1953.